# Томас Блејк Главер
Томас Блејк Главер (енгл. Thomas Blake Glover; 6. јун 1838 – 16. децембар 1911) био је шкотски трговац за време периода Бакумацу и Меиџи у Јапану.

## Младост (1838–1858)
Томас Блејк Главер рођен је 6. јуна 1838. у Фрејзербургу, Шкотска. Био је пето по реду од осморо деце Томаса Берија Главера и Мери Финдлеј. Након што је Томас Бери унапређен у заповедника обалске страже, породица се преселила у мало место у близини Абердина, где је почело Томасово школовање.
Након прекида школовања, запослио се у трговинској компанији „Jardine Matheson“.
Трговинске компаније попут ове су стално тражиле амбициозне младиће јаких карактера, веште у трговинским преговорима, којима одвајање од породица није био проблем. У „Jardine Matheson“-у тада осамнаестогодишњи Главер се запослио почетком 1857. Ускоро је послат у Шангај на свој први задатак.

## Јапан (1859–1911)
Године 1859, Главер прелази из Шангаја за Нагасаки због посла куповине јапанског зеленог чаја. Две године касније оснива сопствену фирму „Glover and Co.“ (Guraba-Shokai).
Послом се бавио искључиво у Нагасакију, где је изградио дом, кућу западног типа градње за коју се сматра да је прва таквог типа у Јапану.
Нажалост у Јапану је владало негативно расположење према странцима због принудних споразума које је Токугава шогунат, тада водећи на власти, морао да потпише у корист западне трговине и политике. Покрет „Сонно џои“ и националистички оријентисани самураји округа Сацума и Чошу правили су проблем Шогунату циљајући на рестаурацију суверенитета владавине јапанског цара. Самураји ових области постаће вође и главна снага Меиџи обнове а Главер, увидевши ову прилику послужио је као посредник за набавку оружја, муниције и ратних бродова.
Ово је био велики ризик за Главера будући да је продаја оружја побуњеним самурајима сматрана повредом потписаног споразума између Велике Британије и Јапана.
Бакуфу је изричито нагласио Британском острву да не дозволи незакониту трговину робом која није дозвољена споразумом између њихове две земље. Шогун је лично послао писмо краљици а продаја оружја побуњеницима била би повреда договореног споразума. "Главеру је било жао нас..." сећа се Кидо док је објашњавао тај период у Јамагучију, "...али није могао ништа да учини." Главер је ипак дао предлог да се заобиђе Бакуфу. Ако би округ Чошу послао брод директно из Шангаја да купе пушке „Главер би урадио све што је у његовој моћи да купи и утовари колико год пушака да желимо ; деловао је веома привржено према нашем циљу и послу овог значаја." 
На крају нас је Главер опскрбио потребним пушкама директно из Нагасакија, где их је Ито Хиробуми директно отпратио до Шимоносекија 15. октобра 1865. године, а кад се по први пут сусрео са Кидоом забележио је: „Трговина са нашим ханом је била строго забрањена за странца и због тога Главер није био баш вољан за трговину.“ Кидо је даље објаснио; због тога није обавестио посаду и остало особље о продаји оружја и товару који преносе а да се којим случајем сазнало Главеру би било онемогућено да се бави трговином у периоду од три година и у најгорем случају био би ухапшен и заробљен.
Године 1863, Главер помаже петорици из Чошу хана да отпутују за Лондон у циљу даљег усавршавања, али пружа исту шансу и четрнаесторици људи из области Сацума. Главер је особа која је одговорна за доношење прве локомотиве на пару у Јапан 1868. године под називом "Iron Duke" (Гвоздени војвода), чији је процес рада демонстрирао у дистрикту Оура на првим шинама дуге 8 mi (13 km).
С обзиром да је Главер учествовао у рушењу Токугава владе, имао је врло добре односе са новом. Ове везе помоћи ће му да добије одговорност пуштања у рад првог јапанског бојног брода Џо Шо Мару познатог још и као Рјуџо Мару, који је направљен у Абердену и прионен 27. марта 1869. године. Главер је наручио и изградњу мањих бродова Хошо Мару за потребе нове морнарице и Кагошима за клан Сацума из истог бродоградилишта.
Године 1868, долази у контакт са Набешима кланом округа Сага и провинцији Хизен где улази у преговоре о изградњи првог рудника угља у Такашими. Јапану је купио и први суви док. Међутим 1870. банкротира али остаје у Јапану и после Меиџи обнове управља рудником угља у Такашими за холандске власнике све док рудник није опет пао у руке Јапанске владе. Године 1881, рудник прелази и руке Ивасаки Јатара.
Главер је био кључна фигура у индустрализацији Јапана, помогавши оснивање бродоградилишта од које ће настати компанија Мицубиши. Преговарајући са једним другим трговцем у Азији Вилијамом Копландом у Јокохами, купује „Spring Valley Brewery“ која касније постаје и данас позната компанија за производњу јапанског Кирин пива. Постоји урбана легенда да су бркови на митолошкој животињи (нацртани на етикети Кирин пива) омаж чувеним брковима које је Главер носио током целог живота.
Имајући у виду заслуге за Јапан и јапански народ, додељен му је орден излазећег сунца (друге класе).
Томас Блејк Главер умро је у Токију али је сахрањен на интернационалном Сакамото гробљу у Нагасакију.

## Породица
Током живота у Јапану, Томас Главер је живео са женом по имену Аваџија Цуру из провинције Бунго (данас префектура Оита) са којом се срео почетком 1870. у Осаки. Пар је имао ћерку Хану, рођену у Нагасакију 1876. године која се касније удала за британског трговца Валтера Џорџа Бенета и са њим се преселила у Кореју 1897. године где је и умрла 1938. Имала је четворо деце и само једно унуче, Роналда Бенета (рођеног 1931) који данас живи у САД. Томас Главер је усвојио и сина назвавши га Гураба Томисабуро (1870–1945), рођеног у Нагасакију који ће, касније кад одрасте дати велике доприносе у областима економије свог родног града крајем 19. и почетком 20. века. Томисабуро се оженио женом такође мешаног британско-јапанског порекла по имену Накано Вака.
Остало је записано у општини Нагасаки да је Томисабуро био Главеров син, али не његове жене Цуру, већ гејше по имену Кага Маки, за коју се сумња да му је била једна од четири могуће љубавнице. Када су Главер и Цуру усвојили дечака, Маки је покушала самоубиство али неуспешно. Избија скандал а прича постаје темељ за причу о „Мадам Батерфлај“. Без обзира на све Главер и Цуру остају заједно до све до његове смрти, а Кага Маки се удаје за Јапанца и умире у Нагасакију 1905. године.
Упркос јапанском држављанству Гураба Томисабуро је прогањан као потенцијални шпијун од стране јапанске војне полиције током Другог светског рата. Његова жена Вака умире 1943. године а Томисабуро извршава самоубиство 26. августа 1945. године убрзо након бацања атомске бомбе на Нагасаки и Хирошиму, неколико дана пре него што ће америчке снаге окупирати Нагасаки. Како пар није имао деце, са њим се завршава ова породична грана.
Сматра се да је Томас Главер испирисао причу Пучинијеве опере Мадам Батерфлај која је смештена у Нагасаки али историјски докази да за потврду ове сумње не постоје. На неким фотографијама, Главерова жена Цуру појављује се носећи кимоно са сликом лептира на рукавима, али нема доказа да је она или Кага Маки икад називана надимком Чо-чо сан коју носи главна јунакиња приче Мадам Батерфлај. Могуће је, како је Брајан-Бурк Гафни истакао, да је позадинска прича настала тако што су америчке окупационе снаге Главерову бившу кућу називали „Кућом мадам Батерфлај“ чисто због погледа од куће на луку Нагасаки. Власти Нагасакија решиле су то да подрже у корист промоције туризма града.

## Пребивалиште
Главерове куће у Нагасакију и Абердену су преворене у музеје, са прелепим баштама у Нагасакију која привлаче преко два милиона посетилаца годишње. Такође пребивао је и у Токију где је живео у месту где је данас парку Шиба.
Кућа где је рођен у родној Шкотској је уништена у бомбардовању током Другог светског рата, мада је место обележено пригодном таблом.

## Почасти
За живота је добио престижни орден излазећег сунца 1908. године.
Захваљујући повезаности са самурајима Сацума и Чошу уживао је углед јапанских власти па га у својој родној земљи прозивају „Шкотским самурајем“. Њему у част "Шкотски самурај" постаје награда која се додељује сваке године за достигнућа у односима шкотско-јапанске културе.

## У популарној култури
Главер је главна личност романа "The Pure Land" од Алана Спенцера. У роману је приказан негов пословни успех и пад као и веза са куртизаном која му рађа сина, прича која је вероватно била инспирисана причом „Мадам Батерфлај“. Лик Главера био је инспирција за лик Џејми МекФаја у роману "Гаи-Џин" Џејмса Клавера, смештеног у период 1860—их година.
Појављује се и у неколико Таига драма јапанске националне телевизије као споредни лик у серијама као што су "Ryomaden" и "Shinsengumi!" које приказују период Меиџи обнове.